# 阿尔贝斯巴赫
阿尔贝斯巴赫是奥地利下奥地利州茨韦特尔县的一个市镇。总面积54.98平方公里，总人口1758人，人口密度32.0人/平方公里（2005年）。